# Institut for Naturvidenskab og Miljø
Institut for Naturvidenskab og Miljø (INM) er et af fire institutter på Roskilde Universitet. På instituttet findes fagene:
- Almen Biologi
- Fysik
- Kemi
- Matematik
- Medicinalbiologi
- Miljøbiologi
- Miljørisiko
- Molekylærbiologi

Desuden har Institut for Naturvidenskab og Miljø (INM) det overordnede ansvar for Naturvidenskabelig Bacheloruddannelse (NatBach).